# 刈羽駅
刈羽駅（かりわえき）は、新潟県刈羽郡刈羽村大字刈羽にある、東日本旅客鉄道（JR東日本）越後線の駅である。

## 歴史
- 1912年（大正元年）11月11日：越後鉄道の駅として開業[1]。
- 1927年（昭和2年）10月1日：越後鉄道が国有化され、国鉄越後線所属となる[2]。
- 1973年（昭和48年）12月1日：貨物の扱いを廃止する[3]。
- 1982年（昭和57年）5月31日：全線でCTC導入に伴い、業務委託駅となる[4]。
- 1984年（昭和59年）
  - 2月1日：荷物の扱いを廃止[3]。
  - この年：駅舎を改築し、現在の駅舎が完成する[1]。駅員無配置駅となる[5][6]。
- 1987年（昭和62年）4月1日：国鉄分割民営化により、東日本旅客鉄道（JR東日本）の駅となる[3]。

## 駅構造
単式ホーム1面1線を有する地上駅で、以前は相対式ホーム2面2線となっていたが、現在は交換設備・ホームともに撤去されている。
長岡駅管理の無人駅である。駅構内には待合室や乗車駅証明書発行機、駅舎外側には男女共用の化粧室が設置されている。2016年（平成28年）ごろまでは簡易型のボタン式自動券売機が設置されていたが、乗車駅証明書発行機の設置に伴い撤去されている。

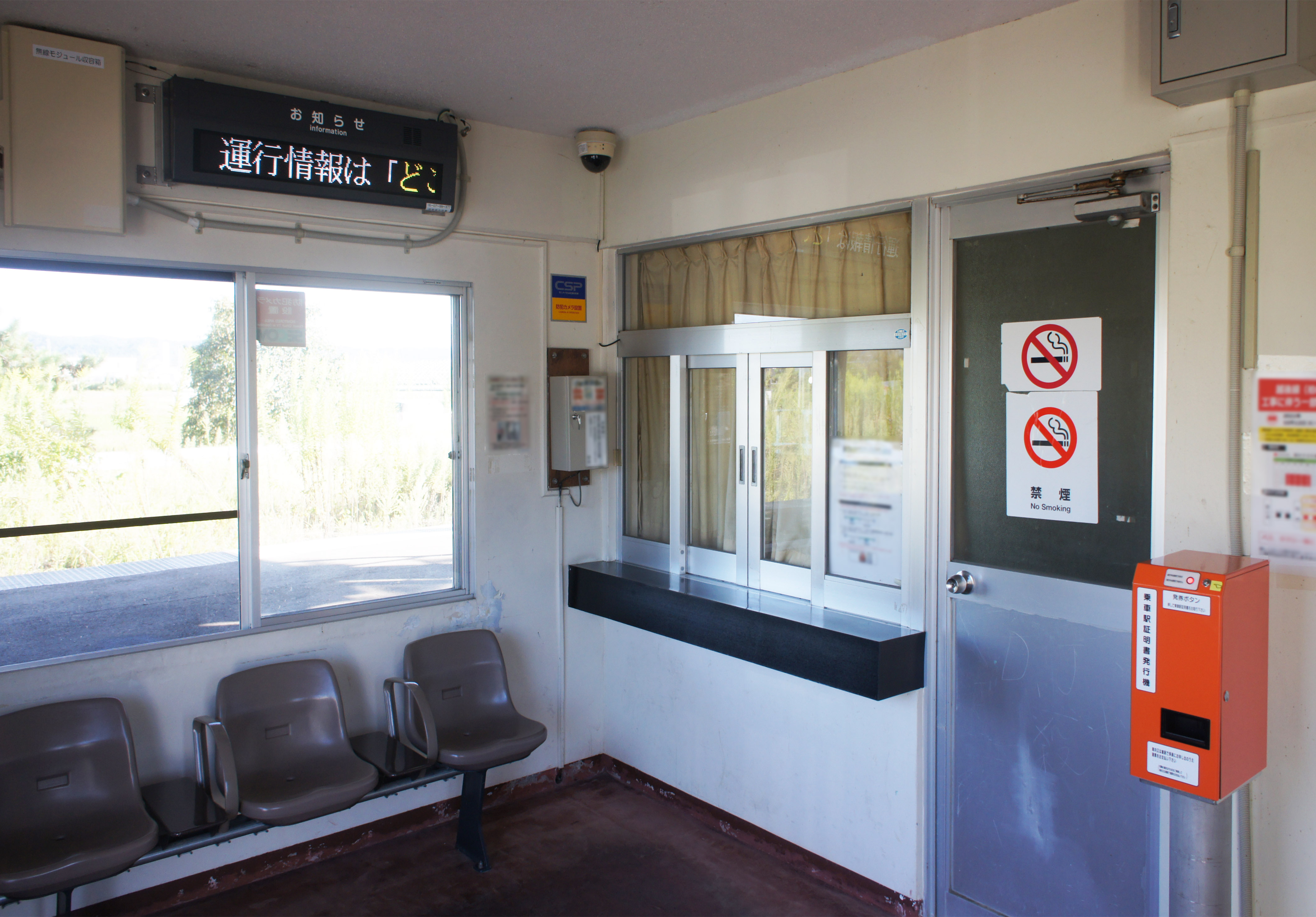
待合室（2021年9月）
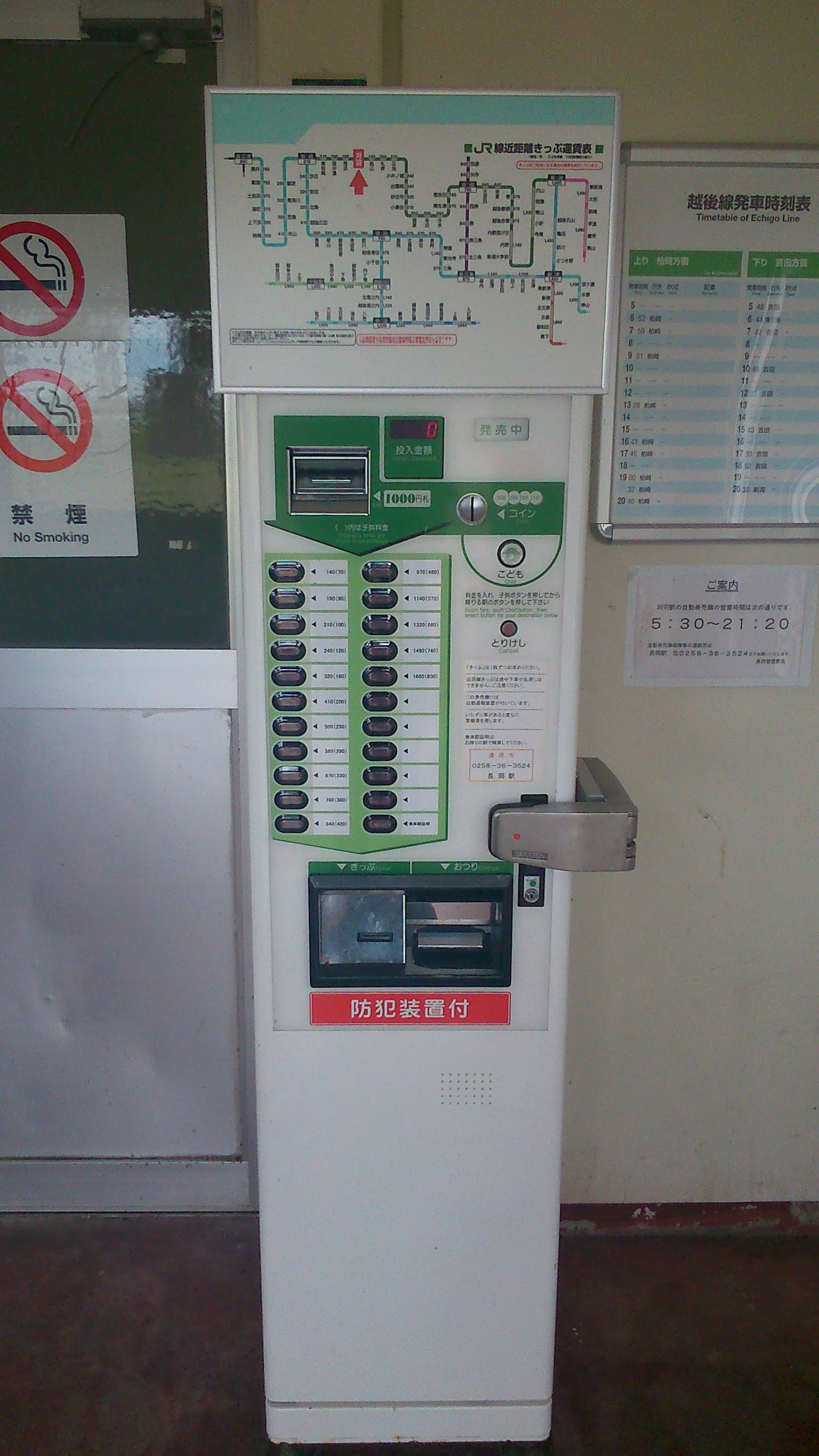
かつて設置されていたボタン式自動券売機（2016年8月）
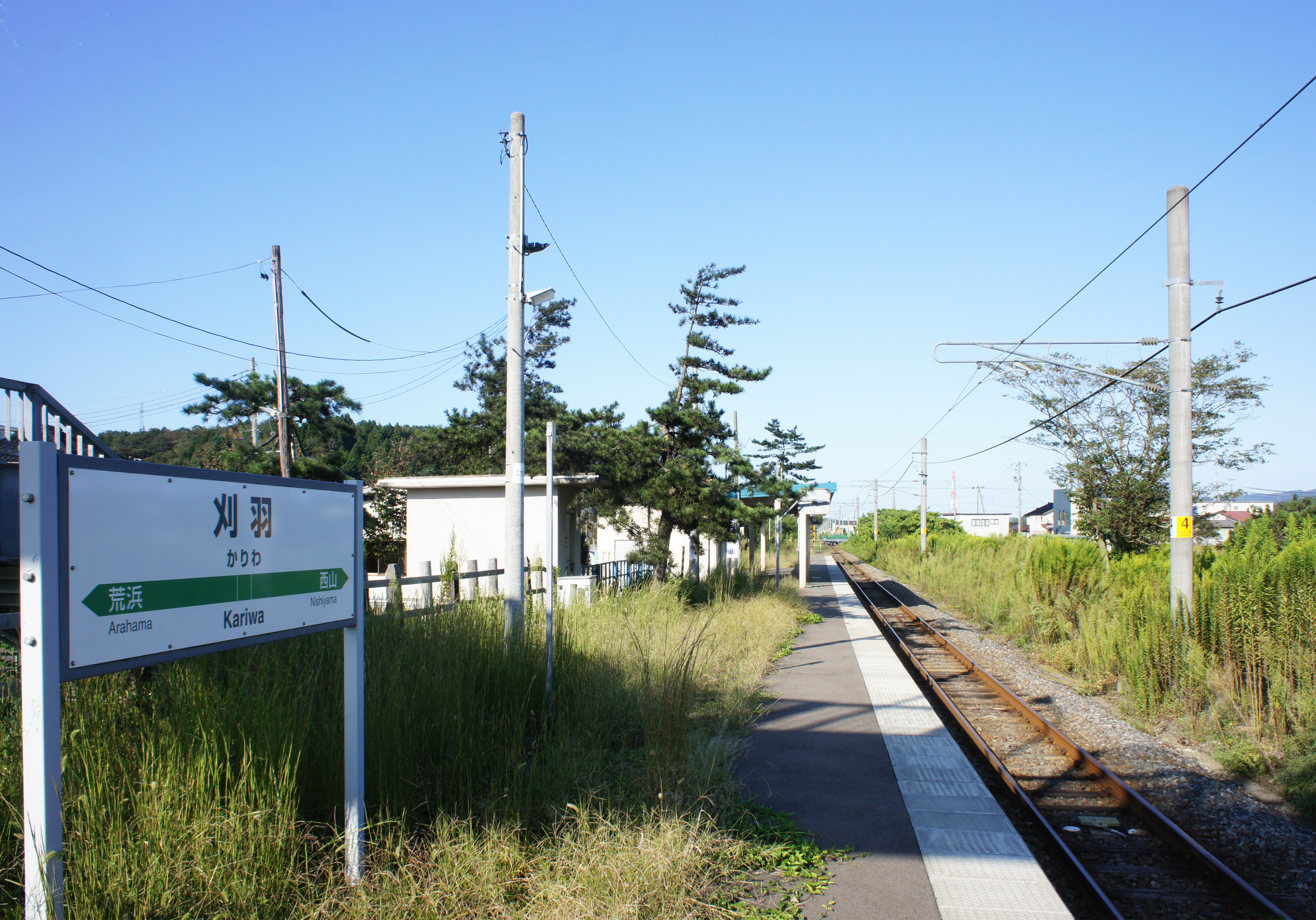
ホーム（2021年9月）

## 駅周辺

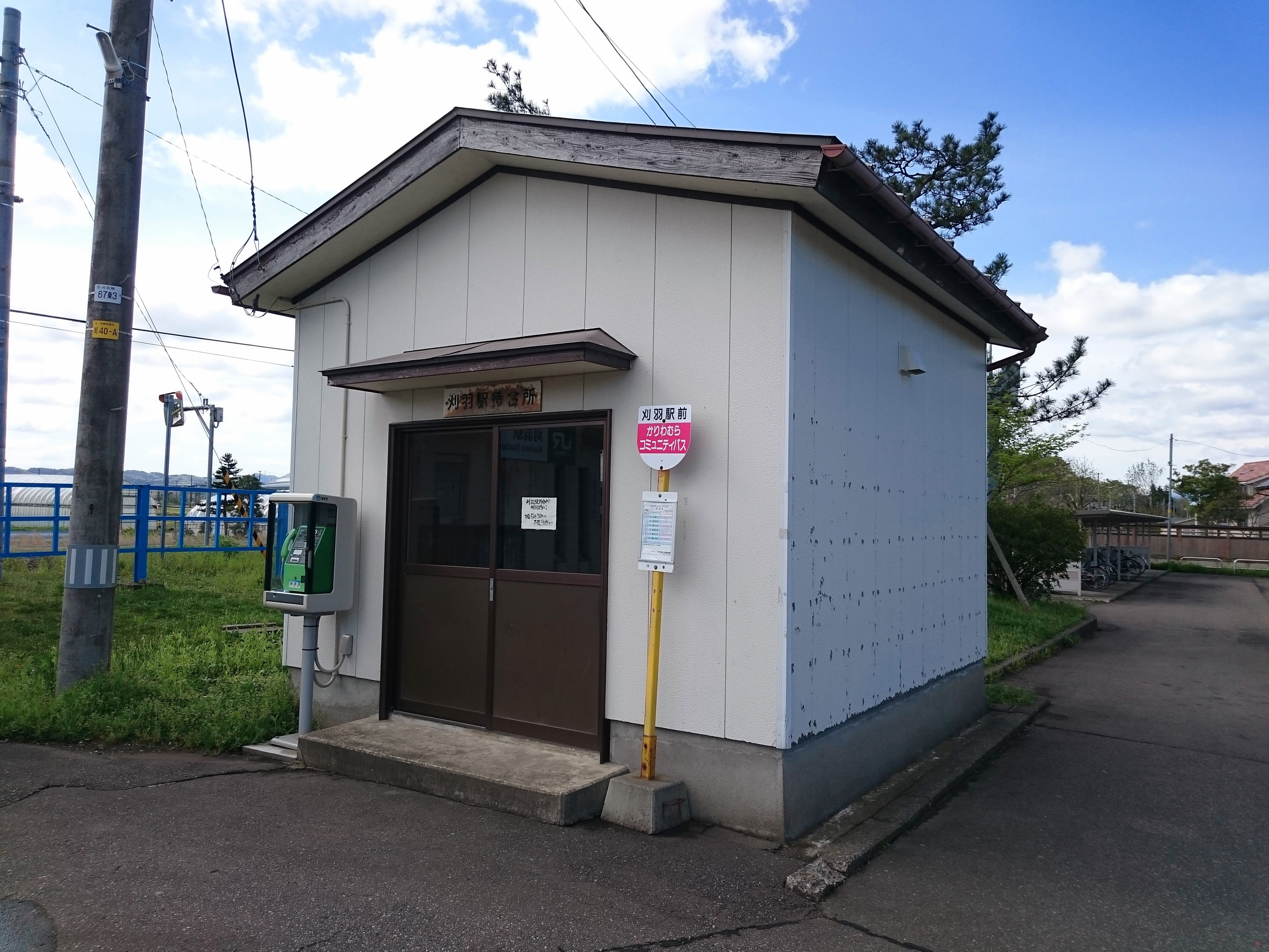
刈羽村コミュニティバス「ぴーちゃん」のバス停と待合室

駅から南側に500 m - 1 kmほど離れたところには刈羽村役場や郵便局、小学校、中学校、生涯学習センターなど公共施設が集積する地区が所在する。このほかに日本海側には柏崎刈羽原子力発電所がある。
- 国道116号
- 国道352号
- 新潟県道73号鯨波宮川線
- 新潟県道148号刈羽停車場線
- 新潟県道369号黒部柏崎線
- 柏崎刈羽原子力発電所
- 刈羽村役場
- 刈羽村立刈羽小学校
- 刈羽村立刈羽中学校
- 刈羽村生涯学習センター ラピカ
- 刈羽郵便局
- 柏崎警察署 刈羽駐在所
- JAえちご中越 刈羽支店
- 刈羽村コミュニティバス（ぴーちゃん）「刈羽駅前」停留所[7]

## 隣の駅
東日本旅客鉄道（JR東日本）
■越後線
荒浜駅 - 刈羽駅 - 西山駅